# علم اليمن الجنوبي

متظاهرون في عدن يرفعون أعلام اليمن الجنوبي عام 2011

يتكون علم اليمن الجنوبي من ثلاثة ألوان تتكون من ثلاثة أشرطة أفقية متساوية باللون الأحمر والأبيض والأسود لعلم التحرير العربي مع مثلث أزرق سماوي يتوسطه نجمة حمراء مائلة. اعتمد العلم في 30 نوفمبر 1967 عندما أعلن جنوب اليمن استقلاله عن المملكة المتحدة حتى الوحدة اليمنية في عام 1990.
استخدم العلم مرة أخرى لبضعة أشهر في عام 1994 عندما أعلن الجنوب تراجعه عن الوحدة وإنشاء جمهورية اليمن الديمقراطية واليوم يستخدمه داعمي الحراك الجنوبي والمجلس الانتقالي الجنوبي. ينتشر العلم في جميع أنحاء محافظة عدن عاصمة اليمن الجنوبي السابقة وباقي محافظات الجنوب.

## الألوان
| مخطط           | أزرق        | أحمر      | أبيض        | أسود    |
| -------------- | ----------- | --------- | ----------- | ------- |
| ألوان الويب    | #80C3E6     | #CE1126   | #FFFFFF     | #000000 |
| أحمر أخضر أزرق | 128-195-230 | 206-17-38 | 255-255-255 | 0–0–0   |

## المعرض
- العلم الرئاسي
- الحزب الاشتراكي اليمني
- العلم الأفقي